# 上田銀山
上田銀山（うえだぎんざん）は、新潟県魚沼市にあった銀鉱山で、江戸時代の寛永年間から中断期間をはさんで安政年間まで、銀・鉛などの採掘が行われた。

## 歴史

### 銀鉱の発見と銀山の開発
- 現在、銀山平と呼ばれているこの地は枝折峠の奥にある秘境の地で、文禄年間より小出島・湯之谷郷の住民によって、川鱒採りやゼンマイ採りが行われていた。
- 1641年（寛永18年）に湯之谷郷折立の百姓・源蔵が赤川表（現・只見川）で銀の垂柱を発見した。源蔵の発見した銀鉱のことは、高田城主・松平光長へと知らされ、大老・酒井忠勝の命により銀山開発命令が高田藩に下された。
- 当時の只見川上流はあまりの秘境のため、高田藩および隣接する会津藩との国境未確定地域となっていたが、この銀鉱山の発見は会津藩を刺激し、にわかに国境争いがわき起こった。解決には15年の年月を要したが、両藩の国境は只見川中央とする裁定が下り、当初の計画通り、公儀御物入（国費）によって銀鉱山の開発が進められることとなった。工事は1656年（明暦2年）に完成し、翌1657年に鉱山開きの神事が執り行われた。

### 銀山の最盛期
- 小出島（現・魚沼市小出）から銀山に至る峠道には8ヶ所の宿場・3ヶ所の番所が設けられた。また、銀山の中心地・須原口には本陣が、採鉱現場近くには十二山神社が設けられ、山間の秘境に一大鉱山街が出現するに至った。銀山の開発が知れるや、諸国から職人・商人・鉱夫・遊女が参集し、空前のにぎわいを見せた。
- 高田藩による銀の採掘は足かけ25年に及んだが、1681年に高田藩主・松平光長は有名な高田騒動により改易され、銀山の採掘は中止となってしまった。やがて高田の商人・須浜屋が5ヶ年の期限付きで銀山の経営を再開した。1689年（元禄2年）には只見川を隔てた会津藩領からも銀鉱が発見されて白峯（しらぶ）銀山と名付けられ、上田銀山と白峯銀山を合わせて大福銀山と呼ばれた。江戸幕府は両銀山を直轄経営とし、河村瑞賢に山支配を行わせた。幕府へ上納された花降銀は、1698年（元禄10年）には1,044貫（約4,000kg）に達した。
- 当時、只見川・北ノ又川沿いは、上田銀山・白峯銀山の関係者合わせて2万5千人ほどが居住する一大鉱山街で、その中心街は千軒原と呼ばれた。十二山神社のほかに寺院が三山、温泉宿や遊女宿までがあった。ただこの地域は全国でも有数の豪雪地でもあり、入山は旧暦4月・下山は旧暦10月となっていた。下山時は代官所・会所・番所等の役人・人足は越冬隊を残して下山したが、越冬隊として山回り3人・雪かき人足10人・詰夫70人・使番および門番10人が、施設や道具の保守管理にあたったという。

### 銀山の終焉
- 良質の銀を産出し、諸制度も確立されて順調に経営されていた上田銀山だったが、1706年（宝永3年）に坑内排水作業の手違いから坑道が崩落し、多数の死傷者が出た。幕府はやむなく留山の処置に踏み切った。しかしその後も、小出島の松原氏（1706年 - 08年）、江戸の森田屋（1709年 - 11年）、下野国の正田利右衛門（1850年 - 59年）らにより、銀・鉛の採掘が続けられた。特に最後の正田利右衛門の時の採鉱は順調で、河村瑞賢の頃をもしのぐ採掘成績を残している。鉛は多い時では年間19,000貫（約72,000kg）を産出した。
- 1862年（安政6年）、採掘中に過って只見川の河床を掘り抜いてしまい大量出水し、300余名の死傷者が出た。これにより上田銀山はまったくの再起不能に陥り、閉山となった。

## 現況
- 上田銀山の跡地は、明治になると小出島・湯之谷郷の住民たちによって開墾が進められた。
- 1953年（昭和28年）から電源開発株式会社によって奥只見ダムの建設が始められた。ダムは総工費400億円をかけて1962年（昭和37年）に完成し、上田銀山・白峯銀山の間歩跡や集落跡は、湖底に沈んだ。
- 現在、奥只見ダムはイワナ・ヤマメ・サクラマス釣りのメッカとして、新緑・紅葉の名所として、また只見川・北ノ又川沿いは銀山平と呼ばれ、日帰り温泉施設やキャンプ場を備えた景勝地となっている。尾瀬への新潟県側からの玄関口でもある。
- 銀山平石抱（いしだき）と駒ノ湯温泉を結び、かつて上田銀山で採掘された銀を運んだ「銀の道」がハイキングコースとして親しまれている。全長12km、標高差460m。所要時間4時間10分。

## 遺跡
- 国道352号脇の十二山神社に事故の犠牲者たちの供養塔がある。そこからダムに向かって山を下ると、5箇所の坑道跡が当時のままの姿を残し、中に入ることもできる。